# Carlos Sánchez (calciatore 2002)
Carlos Adrián Sánchez Nava (Cuautla, 13 aprile 2002) è un calciatore messicano, difensore del Pachuca.

## Caratteristiche tecniche
È un terzino destro.

## Carriera
È cresciuto nel settore giovanile dei Mineros de Zacatecas, con cui ha debuttato il 24 febbraio 2021 nell'incontro di Liga de Expansión MX perso 4-0 contro il Tampico Madero. Promosso stabilmente in prima squadra nel 2022, il 25 gennaio 2023 ha prolungato il contratto fino al 2025 ed il 20 aprile seguente ha segnato i suoi primi gol nella trasferta vinta 2-1 contro il Tapatío proprio grazie ad una sua doppietta.
Nel gennaio del 2024 è stato acquistato a titolo definitivo dal Pachuca.

## Statistiche

### Presenze e reti nei club
Statistiche aggiornate al 4 marzo 2025.
| Stagione                    | Squadra                     | Campionato                  | Campionato | Campionato | Coppe nazionali | Coppe nazionali | Coppe nazionali | Coppe continentali | Coppe continentali | Coppe continentali | Altre coppe | Altre coppe | Altre coppe | Totale | Totale | Totale |
| Stagione                    | Squadra                     | Comp                        | Pres       | Reti       | Comp            | Pres            | Reti            | Comp               | Pres               | Reti               | Comp        | Pres        | Reti        | Pres   | Reti   |        |
| --------------------------- | --------------------------- | --------------------------- | ---------- | ---------- | --------------- | --------------- | --------------- | ------------------ | ------------------ | ------------------ | ----------- | ----------- | ----------- | ------ | ------ | ------ |
| 2020-2021                   | Mineros de Zacatecas        | EMX                         | 1          | 0          | -               | -               | -               | -                  | -                  | -                  | -           | -           | -           | 1      | 0      |        |
| 2021-2022                   | Mineros de Zacatecas        | EMX                         | 0          | 0          | -               | -               | -               | -                  | -                  | -                  | -           | -           | -           | 0      | 0      |        |
| 2022-2023                   | Mineros de Zacatecas        | EMX                         | 25         | 2          | -               | -               | -               | -                  | -                  | -                  | -           | -           | -           | 25     | 2      |        |
| 2023-gen. 2024              | Mineros de Zacatecas        | EMX                         | 16         | 0          | -               | -               | -               | -                  | -                  | -                  | -           | -           | -           | 16     | 0      |        |
| Totale Mineros de Zacatecas | Totale Mineros de Zacatecas | Totale Mineros de Zacatecas | 42         | 2          |                 | -               | -               |                    | -                  | -                  |             | -           | -           | 42     | 2      |        |
| gen.-giu. 2024              | Pachuca                     | LMX                         | 11         | 0          | -               | -               | -               | -                  | -                  | -                  | LC          | 0           | 0           | 11     | 0      |        |
| 2024-2025                   | Pachuca                     | LMX                         | 18         | 1          | -               | -               | -               | CCC                | 1                  | 0                  | LC+CInt     | 3+1         | 0           | 23     | 1      |        |
| Totale carriera             | Totale carriera             | Totale carriera             | 71         | 3          |                 | -               | -               |                    | 1                  | 0                  |             | 4           | 0           | 76     | 3      |        |

## Palmarès

### Club

#### Competizioni internazionali
- CONCACAF Champions' Cup: 1

Pachuca: 2024
- Challenger Cup: 1

Pachuca: 2024
- Derby delle Americhe: 1

Pachuca: 2024